# Estação Rivas-Vaciamadrid

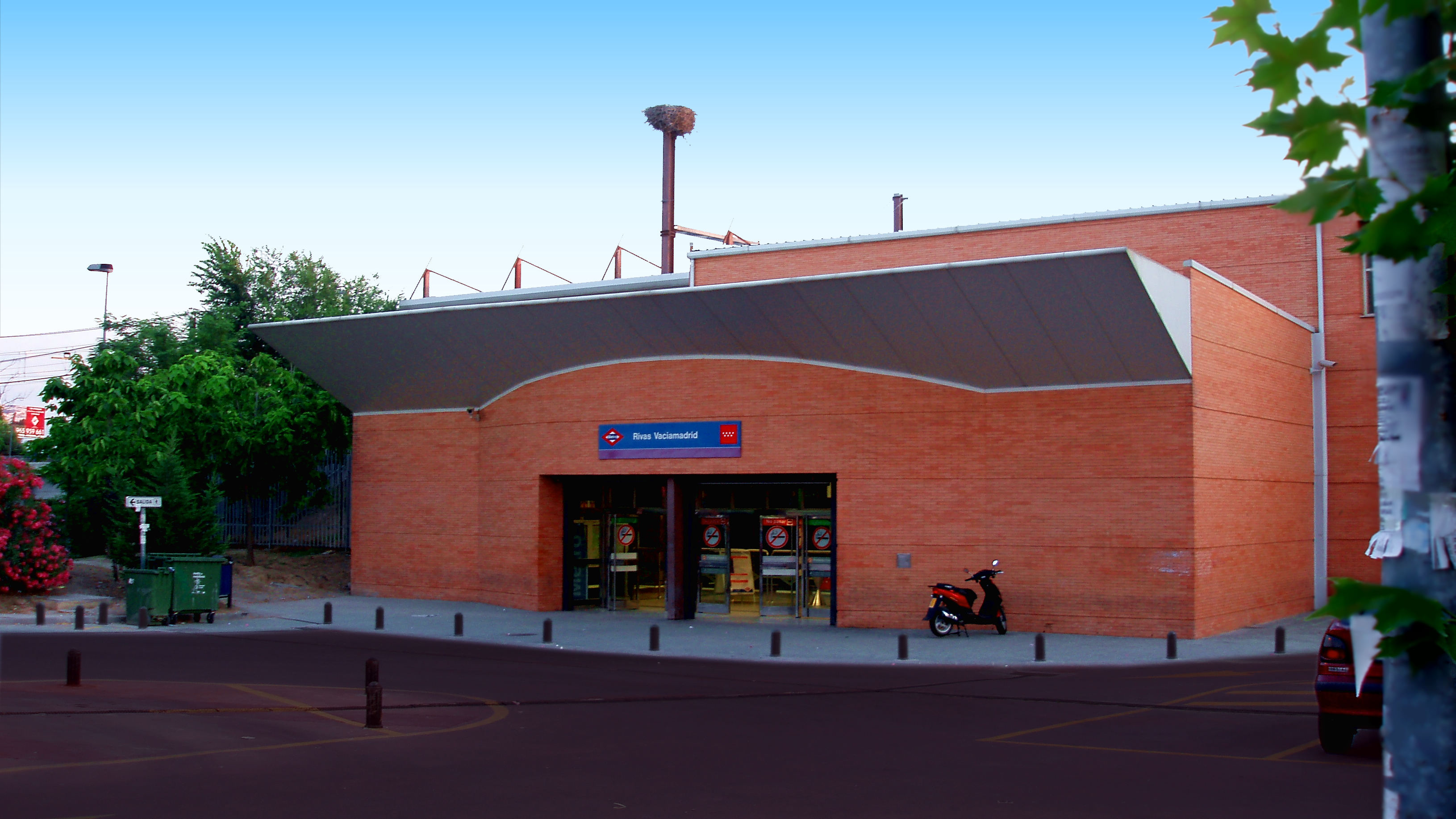
Estação de Rivas-Vaciamadrid

Rivas-Vaciamadrid é uma estação da Linha 9 do Metro de Madrid.